# 坂詰美紗子
坂詰 美紗子（さかづめ みさこ、1984年5月27日 - ）は、日本のシンガーソングライター。神奈川県横須賀市出身。血液型はB型。

## 概要
幼少の頃から作詞・作曲をはじめ、高校時代にアーティスト活動を開始。2005年に日本工学院専門学校ミュージックアーティスト科を卒業。同年、Crystal Kayに提供した『恋におちたら』が大ヒットし、その後KやBoA、EXILEなどにも楽曲を提供している。
2007年に、アルバム『Soul Dishes』でインディーズデビューし、2008年5月21日に1stミニアルバム『恋の誕生日』でメジャーデビューした。

## ディスコグラフィ

### シングル
1. オンナゴコロ（2008年9月17日）
2. さよならもありがとうも言えない（2009年3月11日）
3. メリメリクリスマス／ハッピーハッピー クリスマス（2011年11月23日）※人気雑貨ブランド『MONO』『COMME ÇA ISM』とのコラボCD
4. わたしと折鶴／泣かないでママ（2012年1月18日）

### 配信限定シングル
1. 夢をつかんで（2010年7月21日）

### アルバム
|     | リリース       | タイトル  | 規格   | 規格品番                     | 備考                     |
| --- | -------------- | --------- | ------ | ---------------------------- | ------------------------ |
| 1st | 2009年11月25日 | love note | 12cmCD | RZCD-46395(DVD付) RZCD-46396 | 最高位32位 *オリコン調べ |

### ミニアルバム
1. 恋の誕生日（2008年5月21日）
2. 運命のふたり（2009年5月27日）

### インディーズ盤
1. Soul Dishes（2007年2月21日：アルバム）

## 「すぐそこにある恋」3部作
連続ドラマ仕立てとして企画された3作品。PVの主演に吉沢悠が起用されている。
- 第1章・別れ：さよならもありがとうも言えない（シングル）
- 第2章・思い出：運命のふたり（ミニアルバム）
- 第3章・再会：オンリーワン（アルバム「love note」収録）

## タイアップ一覧
| タイトル                       | タイアップ                                                                                          | 収録作品                                       |
| ------------------------------ | --------------------------------------------------------------------------------------------------- | ---------------------------------------------- |
| かまって                       | 日本テレビ系『音楽戦士 MUSIC FIGHTER』POWER PLAY                                                    | インディーズアルバム 「Soul Dishes」           |
| かまって                       | テレビ神奈川『音楽のDNA』エンディングテーマ                                                         | インディーズアルバム 「Soul Dishes」           |
| 恋の誕生日                     | 中京テレビ「PS」2008年5月度エンディングテーマ                                                       | 1stミニアルバム 「恋の誕生日」                 |
| 恋の誕生日                     | 日本工学院CMソング                                                                                  | 1stミニアルバム 「恋の誕生日」                 |
| オンナゴコロ                   | 関西テレビ・フジテレビ系ドラマ「リアル・クローズ」主題歌                                            | 1stシングル 「オンナゴコロ」                   |
| オンナゴコロ                   | 名古屋テレビ「ラブちぇん」2008年8・9月度エンディングテーマ                                          | 1stシングル 「オンナゴコロ」                   |
| さよならもありがとうも言えない | レコチョクCMソング                                                                                  | 2ndシングル 「さよならもありがとうも言えない」 |
| ごめんね ごめんね ごめんね     | レコチョクCMソング                                                                                  | 2ndシングル 「さよならもありがとうも言えない」 |
| 運命のふたり                   | 日本テレビ系「歌スタ!!」5月のお題歌                                                                 | 2ndミニアルバム 「運命のふたり」               |
| キレイ好きにみえるように       | テレビ東京系「たけしのニッポンのミカタ!」2009年4 - 6月度エンディングテーマ                          | 2ndミニアルバム 「運命のふたり」               |
| きっと大丈夫                   | 関西テレビ・フジテレビ系ドラマ「リアル・クローズ」主題歌                                            | 1stアルバム 「love note」                      |
| オンリーワン                   | 第7回ミス東京ガールズコレクションテーマソング                                                       | 1stアルバム 「love note」                      |
| オンリーワン                   | フジテレビ系「恋がしたくなるTV〜恋愛留学韓国編」エンディングテーマ                                  | 1stアルバム 「love note」                      |
| 愛されたい                     | エクセレントフィルムパートナーズ、ゴー・シネマ配給映画「Dear Heart -震えて眠れ-」エンディングテーマ | 1stアルバム 「love note」                      |
| 夢をつかんで                   | 日本工学院CMソング                                                                                  |                                                |

## 楽曲提供
- Crystal Kay「恋におちたら」「涙があふれても」「Present」「Lovin' You」「幸せって。」
- クリス・ハート「I LOVE YOU」
- BoA「LONG TIME NO SEE」
- K「Bye My Friends」
- NAOMI YOSHIMURA「嘘つきのマーメイド」「LET'S MOVE ON」「想う人へ〜おやすみ〜」
- Sowelu「without you」
- 宮川愛「明日が来るまで」
- 松田亮治「Chapter II」
- Skoop On Somebody「白シャツ」
- EXILE「響〜HIBIKI〜」
- SATOMI'「Orange canvas 〜秋の空のしたで〜」
- 阪井あゆみ「ex-lover」「Precious」
- JAY'ED×JUJU「永遠はただの一秒から」
- JAY'ED「サヨナラ」
- Da-iCE「一生のお願い」
- SixTONES「Always」
- Snow Man「W」

## コンサート
- (ワンマンライブ) Misako Sakazume LIVE2010“love note” （2010年1月22日、渋谷duo MUSIC EXCHANGE）
- (ワンマンライブ) Misako Sakazume LIVE2010“love note” （2010年2月13日、大阪Flamingo the Arusha）

## ラジオ
- 坂詰美紗子のソウルマナーRadio!（JFN系列17局 2008年10月 - 2009年9月）
- 坂詰美紗子のOH! MY RADIO（J-WAVE、2008年5月20日）
- Startline（FM横浜、2011年11月5日 ‐ 、毎週土曜日20:30 ‐ 21:00）[1]